# Saint-Léger-du-Ventoux
Saint-Léger-du-Ventoux ist eine französische Gemeinde mit 27 Einwohnern (Stand 1. Januar 2022) im Département Vaucluse in der Region Provence-Alpes-Côte d’Azur. Saint-Léger-du-Ventoux ist eine der bevölkerungsärmsten Gemeinden im Département Vaucluse. Sie gehört zum Kanton Vaison-la-Romaine im Arrondissement Carpentras.

## Geografie
Die Gemeinde liegt am Mont Ventoux, dem höchsten Berg der Provenzalischen Voralpen. Am Gipfel des Berges ergibt sich die besondere Situation, dass dort gleich vier Gemeinden sich treffen: Saint-Léger-du-Ventoux, Bédoin, Brantes und Beaumont-du-Ventoux. Der Gipfel gehört zur Gemeinde Bédoin, keine fünfzig Meter weiter befindet man sich jedoch schon wieder auf dem Gebiet von Saint-Léger, dazwischen gehört noch ein schmaler Streifen zu Brantes. Das Gemeindegebietes gehört zum Regionalen Naturpark Mont-Ventoux.
Der Ort liegt nur rund einen Kilometer von der Grenze zum Département Drôme entfernt am Ufer des Flusses Toulourenc.

## Geschichte
Vor der Christianisierung wurde hier wohl eine Gottheit namens Touleronco verehrt, benannt nach dem Fluss Toulourenc. 
1254 hieß der Ort "De Sancto Lauderio", 1363 hieß er dann "Sant Leydier". 1550 wird das Dorf in einem Dokument als "Sanctus Loderius" erwähnt. Seit dem 18. Juli 1953 besitzt der Ort seinen heutigen Namen Saint-Léger-du-Ventoux.

## Bevölkerungsentwicklung
| Jahr      | 1962 | 1968 | 1975 | 1982 | 1990 | 1999 | 2008 |
| Einwohner | 36   | 30   | 28   | 33   | 31   | 24   | 30   |